# گورستان بهارنشین چمچل
گورستان بهارنشین چمچل مربوط به اواخر هزاره دوم و اوایل هزاره اول قبل از میلاد است و در شهرستان سیاهکل، بخش دیلمان، دهستان پیرکوه، غرب روستای چمچال واقع شده و این اثر در تاریخ ۱۲ دی ۱۳۸۶ با شمارهٔ ثبت ۲۰۴۴۳ به‌عنوان یکی از آثار ملی ایران به ثبت رسیده‌است.